# Dobsontelescoop

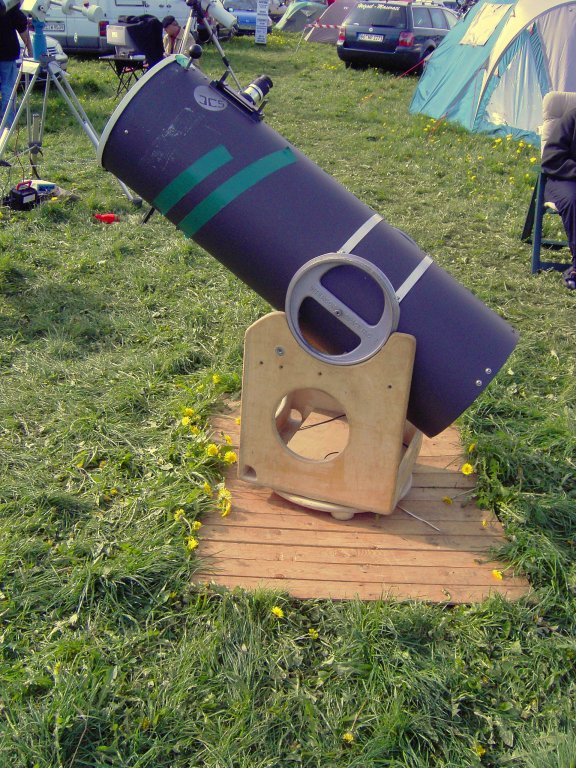
Klassieke constructie met gesloten tubus

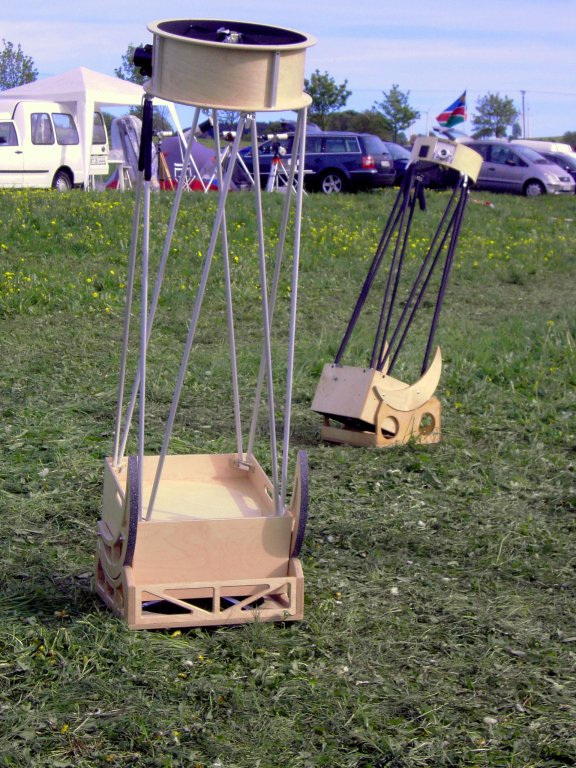
Twee demonteerbare instrumenten steunbuizenconstructie

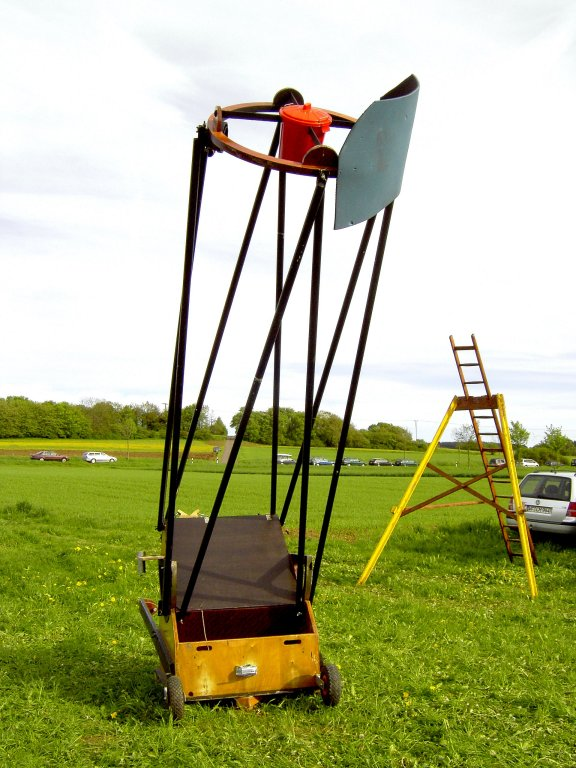
Dobsontelescoop met een spiegeldiameter van 75 cm

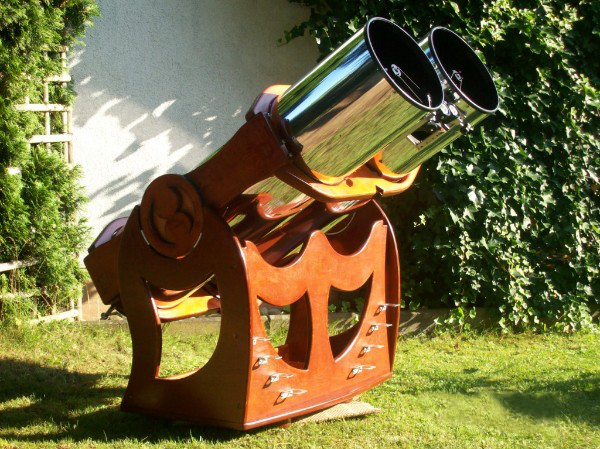
Dobson-bino met een dichte tubus

Een Dobsontelescoop is een telescoop – meestal een Newtontelescoop – die vrijwel alleen voor hobbydoeleinden bestemd is en die gebouwd is met algemeen verkrijgbare materialen. Hij is midden jaren 1950 door John Dobson ontwikkeld.

## Belangrijkste kenmerken van de constructie
De „klassieke” Dobsontelescoop is een Newtontelescoop die op de volgende punten afwijkt van de conventionele constructie:
- Dunne hoofdspiegel
- Spiegeldiameter groter dan normaal
- Brandpuntsafstand kleiner dan normaal
- Hoofdspiegel zwevend gepositioneerd, ondersteuning op 3 punten of met hulp van wipjes.
- Tubus van geïmpregneerd karton
- Robuuste, eenvoudig geconstrueerde alt-azimutmontering

Door de dunne hoofdspiegel (dikte 1/20 - 1/10 van de diameter) is vanwege zijn geringe gewicht een aanzienlijk grotere diameter mogelijk. Om te voorkomen dat het oculair te hoog komt te zitten, wordt bij voorkeur een kleinere brandpuntsafstand genomen (openingsverhouding rond 1:5, maar ook tot 1:3,8).  Een lage openingsverhouding vraagt wel betere oculairs.
De Dobsonmontering bestaat uit een grondplaat, waarop een kist (rockerbox of wieg genaamd), die op drie ver uiteenliggende punten draaibaar is gelagerd. De zijwanden van de kist hebben twee uitsparingen, waarin de lagers voor de hoogte-instelling zijn bevestigd die op hun beurt de tubus met de optiek dragen. Kogellagers e.d. zijn niet nodig, daar de glijvlakken uit formica bestaan, dat over teflon blokjes schuift. Wanneer de telescooptubus in evenwicht is, zijn geen klemmen of koppelingen nodig. De in beide draairichtingen ver uiteenstaande steunpunten bieden een zeer stabiele ondersteuning.
De belangrijkste elementen (spiegel, tubus en wieg) worden uitsluitend door de zwaartekracht op hun plaats gehouden. Door deze zeer eenvoudige constructie kunnen ook weinig ervaren zelfbouwers met eenvoudig gereedschap snel tot een goed resultaat komen.
Nadeel van de azimutmontering is dat men voor het volgen van de boogvormige beweging van hemelobjecten niet kan volstaan met rotatie om één as (zie polaire montering of parallactische montering), maar in kleine stapjes moet draaien. Daardoor is klassieke astrofotografie nauwelijks mogelijk, omdat daarvoor een gecompliceerd computergestuurd volgsysteem nodig is.  Een tussenoplossing is het maken van een volgplatform. Hier zorgt een motortje dat er tot een uur lang het object wel in beeld blijft. Het platform volgt echter niet nauwkeurig genoeg om meer dan 1 seconde te belichten bij fotografie.
Anderzijds kan men door de Dobsonconstructie (formica en teflon) hemellichamen bij visuele observatie eenvoudig met de hand volgen doordat men de tubus met slechts weinig kracht kan bijstellen.
John Dobsons doel was om een met eenvoudige middelen te bouwen en eenvoudig te bedienen telescoop met grote openingsverhouding te maken. Voor zijn eerste instrumenten zou hij materiaal uit het grootvuil hebben gebruikt. In vakkringen werd zijn concept lange tijd genegeerd – er werd eerder de spot mee gedreven. Pas in 1979 kwam er een doorbraak.  Intussen zijn er voor de amateur kant en klare Dobson telescopen te koop.  Maar zelfbouw is ook heel goed mogelijk.  Losse optiek en mechanische onderdelen zijn gewoon te koop.

## Nieuwere ontwikkelingen
De vele amateurastronomen die deze telescopen hebben gebouwd, hebben het concept verder ontwikkeld. Tegenwoordig hebben de meeste grote Dobsontelescopen in plaats van een gesloten tubus een spijlenconstructie (gewicht- en ruimtebesparend bij transport naar amateurbijeenkomsten) en worden hoogwaardige materialen gebruikt, zoals multiplexplaat, aluminium, composietmaterialen, etc. Incidenteel worden ook Dobsontelescopen op een equatoriale montering aangetroffen. Andere beschikken over stappenmotoraandrijvingen of worden door een PC aangestuurd.
Tot einde jaren 1970 werden zelfbouw-amateurtelescopen meestal van een parallactische montering voorzien en hadden zij een diameter van minder dan 30 cm. Sinds begin jaren 1990 zouden meer dan 90% van de amateurtelescopen Dobsontelescopen zijn, met diameters groter dan 30 cm. Toch zijn zowel bij zelfgebouwde als bij gekochte Dobsontelescopen de instrumenten met kleinere opening procentueel sterker vertegenwoordigd, want juist deze bieden een prijs-prestatieverhouding die conventionele telescopen niet kunnen bieden.
Sedert het midden van de jaren 1990 wedijvert een deel van de amateurbouwers van Dobsontelescopen wie de lichtste telescoop kan bouwen – ook wel minimalistische Dobsontelescopen genaamd.
Door het gebruik van webcams is het, mits met de juiste nabewerking, mogelijk geworden, ook met Dobsontelescopen foto’s van verbluffende kwaliteit te maken van hemellichamen – vooral objecten in het zonnestelsel.
Naast zelfgebouwde Dobsontelescopen raken ook industrieel – meestal in China – gebouwde koop-telescopen volgens de Dobsonconstructie steeds meer geliefd, vooral onder beginners in de amateurastronomie. Terwijl bij gewone telescopen met grote opening de montering vaak duurder is dan de optiek, is dat bij Dobsontelescopen net andersom. Door de relatief goedkoop te produceren wiegconstructie is een groter deel van de productiekosten beschikbaar voor de optiek.

## Dubbele telescoop
Een verdere ontwikkeling, zowel voor de constructie met dichte tubus als voor de spijlenconstructie, zijn de dubbele telescopen, ook wel bino-Dobson of Dobson-bino genoemd. Hierbij worden twee telescopen naast elkaar gebouwd, zodanig dat men met beide ogen tegelijk kan kijken. Dit kijkt prettiger en men kan zwakke objecten iets beter detecteren.  De "win-factor" ligt ongeveer bij 1,4x de oppervlakte van een enkele spiegel, dus niet 2x. Het samenvoegen van de beelden, zodat de bino-Dobson niet scheel is (ook na bewegen naar een nieuw object) is een flinke uitdaging bij het ontwerp en bouw. De optische assen, onderlinge afstand, kanteling en vergroting van beide helften moeten binnen de correctiemogelijkheden van de ogen blijven vallen. De kijkrichting van de ogen zijn alleen tussen rechtuit en de lees-stand variabel.  Een net niet goed afgestelde bino-Dobson geeft binnen korte tijd een flinke hoofdpijn.

## Transportmogelijkheid
Terwijl Dobsontelescopen met spijlenconstructie relatief gemakkelijk uit elkaar zijn te halen en getransporteerd kunnen worden, hebben de gangbare Dobson-kooptelescopen meestal een gesloten tubus en zijn zij vanaf een diameter van ca. 12" lastig te transporteren. Behalve de tubus is hierbij ook de wieg (Rockerbox)van belang.